# Marcellus Bisdom van Vliet (1806-1877)
Marcellus Bisdom, heer van Vliet en Willige Langerak (Haastrecht, 25 december 1806 - aldaar, 30 november 1877) was een Nederlandse burgemeester en dijkgraaf van de Krimpenerwaard.

## Leven en werk
Bisdom was een telg uit het geslacht Bisdom en een zoon van de burgemeester van Haastrecht Salomon Reijnders Bisdom, heer van Vliet, en van Paulina Maria Hondorff Block. Hij volgde in 1826 zijn in 1825 overleden vader op als burgemeester van Vliet. In 1831 werd hij net als zijn vader ook burgemeester van Haastrecht. Op 1 januari 1846 ging de gemeente Vliet op in de gemeente Haastrecht. In 1857 werd hij benoemd tot dijkgraaf van de Krimpenerwaard. Hij is genoemd naar zijn grootvader Marcellus Bisdom, heer van Vliet, die diverse regentenfuncties in Gouda bekleedde, waaronder die van burgemeester in de jaren 1790 en 1791. Hoewel Bisdom van Vliet inwoner van Haastrecht was, behoorde hij in 1832 tot de twintig eigenaren met het hoogste belastbare inkomen in Gouda (op de twaalfde plaats); hij behoorde ook tot de twintig eigenaren met het hoogste belastbare inkomen voor huizenbezit (op de tiende plaats met drie huizen) en tot de twintig eigenaren met het hoogste belastbare inkomen voor gebouwd bezit (op de veertiende plaats).
Bisdom van Vliet trouwde op 11 juli 1839 met Maria Elisabeth Knogh, weduwe van Abraham Ledeboer. Uit hun huwelijk werd één dochter geboren, Paulina Maria, de stichtster van het latere Museum Paulina Bisdom van Vliet. Hij was meer dan vijftig jaar burgemeester van Haastrecht en daarnaast was hij vanaf 1852 ook burgemeester van de gemeente Vlist en Bonrepas. In deze functies werd hij na zijn overlijden in 1877 opgevolgd door zijn schoonzoon Johan Jacob le Fèvre de Montigny, die deze functies maar vrij kort vervulde omdat hij binnen vier jaar na zijn benoeming overleed. Naast burgemeester van Haastrecht en Vlist en dijkgraaf van de Krimpenerwaard was Bisdom van Vliet lid van Provinciale Staten van Zuid-Holland en lid van de firma Ledeboer & zonen.

## Woonhuis

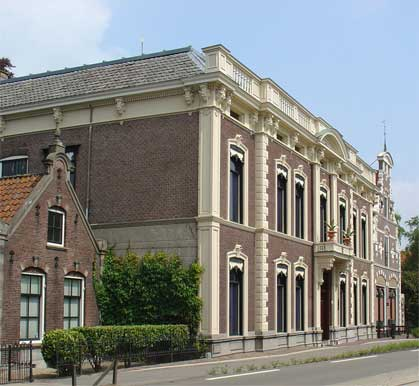
Het in opdracht van Bisdom van Vliet gebouwde huis aan de Hoogstraat in Haastrecht

In 1874 gaf Bisdom van Vliet opdracht aan Haagse aannemer Theodorus Hooft om, samen met een plaatselijke aannemer, een nieuwe woning te bouwen op de plaats van de, in opdracht van zijn betovergrootvader gebouwde, familiewoning. Bij de woning hoorde tevens een aan de overzijde van de weg gelegen overtuin met daarin een beuk, die geplant werd bij de geboorte van zijn overgrootvader. Bisdom van Vliet zou zelf niet meer het nieuwe pand bewonen. Hij overleed in 1877 toen de bouw praktisch voltooid was. Zijn schoonzoon en zijn dochter namen het pand in gebruik als ambtswoning. Zijn dochter bleef er na het overlijden van haar man wonen. Zij bepaalde dat de voormalige burgemeesterswoning een nieuwe bestemming zou krijgen. Na haar overlijden in 1923 werd in het gebouw een museum gevestigd, het museum Paulina Bisdom van Vliet, waar de authentieke inrichting en schilderijenverzameling bewaard is gebleven.